# 南京中等教育史
南京中等教育史介绍了清末以来南京中等教育的发展。南京最早的中学可以追溯到1890年汇文书院设立的成美馆。清政府颁布癸卯学制后，新式学堂得到推广。中华民国成立后，教育部及市教育局的有力措施发展中学，虽在日本占领期间有所停滞，但战后数量大幅增加。新中国成立后，南京中等教育虽在大跃进及文化大革命时期盲目发展，但改革开放后进行改革，调整了中学的布局。
| 年份   | 数量 |
| ------ | ---- |
| 1909年 | 20   |
| 1912年 | 10   |
| 1925年 | 32   |
| 1937年 | 28   |
| 1939年 | 17   |
| 1945年 | 19   |
| 1948年 | 74   |
| 1949年 | 61   |
| 1952年 | 39   |
| 1957年 | 60   |
| 1959年 | 86   |
| 1965年 | 117  |
| 1975年 | 267  |
| 1976年 | 572  |
| 1978年 | 557  |
| 1980年 | 334  |
| 1983年 | 397  |
| 1986年 | 405  |
| 1999年 | 306  |
| 2015年 | 223  |

## 清末
鸦片战争后，西学东渐之风日盛，传教士来宁日众。1888年，美以美会的傅罗创办汇文书院，并于1890年设立成美馆（今金陵中学）。1899年，美以美会的沙德纳创办的私立女布道学堂添设中学部（今人民中学），基督会的马林创办私立基督中学堂（今中华中学）。这是南京最早创立的一批中学，采用保送及考试的方式入学，学制为四年，先仅设英文为主要课程，后增设中文、算学等课程。
《辛丑条约》签订后，清政府在教育方面开展了近代化改革，推广新式学堂，私人办学风潮兴起，1904年颁布的《癸卯学制》规定学制为五年，仍设经学课程。1902年，改文正书院为江宁府学堂（今宁海中学），是南京第一所官办中学堂。1904年，回族富绅曹家麟等人创办私立钟英中学堂（今三中），粤绅沈凤楼等人创办私立旅宁第一女学（后并入中华中学），皖籍汪菊友等人创办私立安徽旅宁中学（今六中）。1905年，两江师范学堂附属小学堂改为附属中学堂（今南师附中），养正学堂增设达材中学。1906年，设暨南学堂（今暨南大学），是南京第一所官办侨生中学堂。
1907年，清政府承认女学的合法地位，南京兴起官绅举办女学之风，继旅宁第一、第二女学堂后，设惠宁、毓秀、江宁八旗第一女学等中学堂。
至1909年，南京共有20所中学堂，1912年剩余10所，包括3所官办学校（江宁府中学堂、两江师范学堂附属中学堂、暨南学堂）和7所私立学校（崇文中学堂、明德女子书院、汇文女子中学、金陵大学附属中学、基督中学、钟英中学、江南上江公学）。

## 中华民国时期

### 民国初年
中华民国成立后，教育部改学堂为学校，废除经学，颁布的《壬子癸丑学制》将学制定为四年，直至1922年改为三年。南京中学堂一律称中学校，一些公私立中学相继创办。1912年，江苏省立工业专门学校和江苏省立第一农业学校设立中学部，基督教青年会创办青年会求实中学（今五中）。1914年，周寄高创办私立成美中学（后并入五中）。1916年，张李蕙创办私立南京中学。1920年，江苏省第一女子师范学校设女子中学科，杨匡设立私立正谊中学。1921年，南京女子师范学校增设女中，美以美会创办华中中学。1922年，汪国尘创办两江民立中学，刘昌威创办志成中学。1924年，金陵女子大学附属实验中学成立（今金陵中学），私立钟南中学开办。1925年，耶稣会创办震旦大学预科部，盛永发创办五卅公学，李士荣创办成德中学，安徽旌德同乡会创办凫山中学，长老会创办建邺中学。此外，湖南旅宁中学、劳山中学、平坦学团等相继创办。截至1925年底，南京共有32所中学。
1926年冬，受北伐战争影响，凫山中学、益智中学、正谊中学、南京中学等纷纷停办。截至1927年初，仅剩16所中学，包括3所公立中学（国立东南大学附属中学、省立南京第一中学、省立南京女子中学）和13所私立中学（汇文女中、金陵大学附中、爱群中学、明育女中、基督女中、钟英中学、金陵女子大学实验学校、青年会中学、成美中学、钟南中学、东方公学、五卅公学、成德中学）。

### 国民政府建都时期
1927年，南京特别市教育局成立。南京实行实验学区制，国立第四中山大学行政院和市教育局接收并改组南京的省立和县立中学。大学行政院将江苏省立南京第一中学、省立第四师范学校、省立工业专门学校附属中学、省立第一农业学校附属中学，合并为第四中山大学区立南京中学；将省立第一女子师范改组为省立南京女子中学。市教育局筹办市立中区实验学校附设初中部。1928年，设国立国民革命军遗族学校。
市教育局制定私立学校补助方法，订立私立学校董事会章程，以发展私立中学，弥补市立学校的不足。此后，私立中学的数量逐年增加。1930年，卢针寿创乐育中学。1931年，创立华南初级中学、中央中学、京华初级中学、文化学院附中、民治初级中学，叶绍棠创办私立冶城初级中学。1932年，私立首都女子法政讲习所附设首都女子初级中学（今新宁中学），创办两广中学、行健初级中学、学艺初级中学、大公初级中学、九一八初级中学、大江初级中学。1933年，黄仁霖创立励志中学。1937年，汪风章创办培育中学。
截至1937年，南京共有28所中学，包括国立中学1所、省立中学1所、市立中学2所、私立中学24所，其中完全中学16所、高中1所、初中11所。

### 日本占领时期

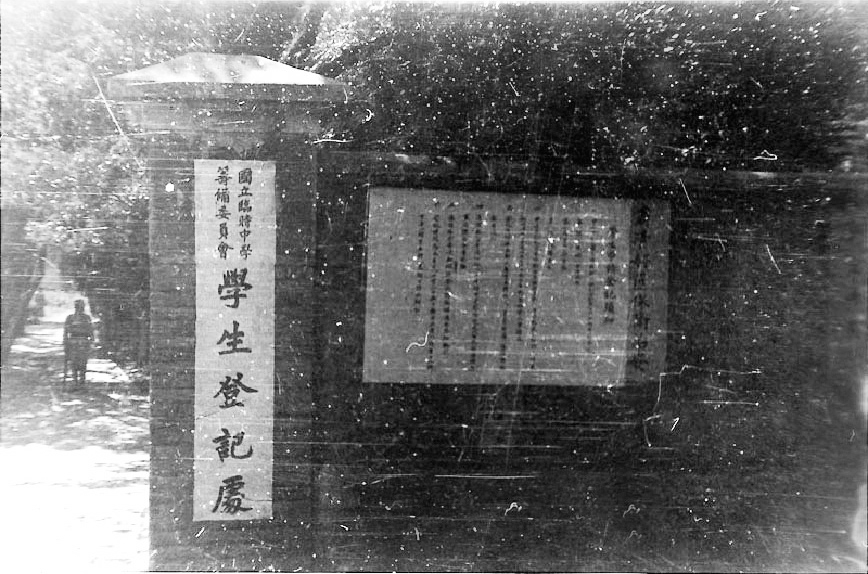
国立临时中学筹备委员会学生登记处

1937年11月，日军逼近南京，多数中学停办，少数中学奉命西迁，或组织师生撤离。12月日军占领南京后，40余所中小学校舍被毁，15所为军警宪占据。
1938年初，南京市自治委员会并无管理教育的机构。1938年春，维新政府督办南京市政公署设立教育处，制定《南京市管理私塾暂行办法》和《南京市私立中小学暂行办法》，南京中等教育开始恢复，以日语成绩决定学生毕业与否。1938年5月设市立初级中学，10月设市立第二中学。截至1939年底，共有市立中学2所、私立中学15所（钟英中学、安徽中学、正始中学、建业中学，以及外国教会组织的补习班11所）。
1940年，汪精卫政权还都南京后，增设市立女子中学、国立模范中学和国立模范女中，设中央大学实验学校。同年，私立汇文女中由上海迁回南京，金陵补习班（前金大附中，后改为私立鼓楼中学）、私立育德中学（前育群初中）、明德女中、冶城中学、培育中学、利济中学（前震旦初中）、金陵耕读学校、进德圣德女学校、进修中学补习班、金陵女子大学服务实验科相继开办。1941年，太平洋战争爆发后，汪精卫政权接管了美国教会开设的学校，私立汇文女中与鼓楼中学被改为同伦中学，私立明德女中被改为专收日本官员子女的日本高等女子学校。1942年后，私立道胜初中、私立昌明初级中学、私立南方大学附中、私立新华中学相继开办。
1943年后，随着抗日战争的战事逆转，南京的中等教育处于勉强维持的局面。截至1945年，南京共有19所中学，其中国立中学2所、市立中学3所、私立中学14所。

### 国民政府还都时期
抗战胜利后，各中学相继复校。贵阳国立十四中、重庆青木关中大附中、重庆沙坪坝中大附中分校合并为国立中央大学附属中学，万县金大附中、成都分校、南京金大附中合并为金陵大学附属中学，私立利济中学更名为弘光中学，私立正始中学改为市立一中分校（后定名为市立第三中学），市立一中、二中、市立第一女中、私立明德女中、汇文女中、育群、中华女中、钟英、安徽、青年会、成美、东方、钟南、华南、冶城、道胜、励志、首都女子初中等在原址复校。
1946年，国民政府还都后，市教育局接受国立第一、第二、第三临时中学，改为市立第四、第五中学、第三女子中学，从四川迁宁的国立社会教育学院附中改为市立第六中学，增设市立第三女中、市立第一初级中学、第二初级中学。
由于战后人口激增，失学青少年增多，市教育局指定各市立中学增设自费班。为鼓励私立学校发展，对办学成效显著的私立中学核发奖励金。截至1948年，南京共有74所中学，包括12所市立中学和62所私立中学。

## 中华人民共和国时期

### 南京解放后
南京解放后，市军管会成立文化教育接管委员会，陆续接管各类中学。公立中学按照原规模开办，部分私立学校改为公立或与公立合并，少数停办。朝鲜战争爆发后，美国教会资助的学校财源断绝，南京的教会学校全部改为公立学校。
1949年5月，将市立第一初级中学与私立空军子弟学校合并为七中（今南航附中），筹建八中。1951年5月，私立弘光中学改为九中，私立金陵大学附中与私立金陵女子文理学院附属中学合并为十中，私立育群中学并入市立一女中，私立道圣、惠民中学合并为私立下关中学。1952年，私立中华女中与原市立第二初级中学、私立鼓楼中学合并为市立第十一中学，私立下关中学改为十二中，私立汇文女中改为市立四女中，私立明德中学和私立青年会中学女生部合并为市立五女中，私立青年会中学男子部并入五中，私立协和、崇光中学合并合并为市立一初中，私立新民中学改为市立二初中，私立六艺中学改为市立三初中，私立育才中学改为市立四初中，私立泽普中学改为市立五初中，私立钟南、复兴、开明中学合并为私立城中中学，私立昌明、励群中学合并改名为私立城南中学，私立冶城、大雄、培育中学合并改名为私立城西中学，新增上新河、燕子矶、孝陵卫、高桥门等市立初级中学和市立龙潭中学，创办永利宁厂附设初中、两浦铁中。截至1952年底，南京有39所中学，其中27所公立中学、9所私立中学和2所厂办中学。
1955年，仿照苏联建十三中。1956年，新建12所中学，将剩余9所私立中学全部改为市立中学。1957年，新建市立马群、光华门、方家营、西善桥、雨花台、迈皋桥初中等6所中学，以及南京铁路职工子弟中学、凤凰山铁矿子弟学校等厂办学校，创立民办建邺初中。截至1957年，南京有60所中学。

### 大跃进时期
在大跃进运动下，南京出现“大办教育”局面。1958年2月，一周内办起十月、牌楼、八卦洲等263所农业中学和各类职业中学，7月进行整顿后，年底尚有农、职业中学118所。同年，新办挹江门、三汊河、卸甲甸、营防等市立初中及南京新生建筑砖瓦厂学校、南化公司职工子弟第一中学等厂办中学。1960年，增办市立福建路、青岛路、板桥、尧化门、长芦等5所初中及铁道部大桥工程局的、第四桥梁工程处铁路职工子弟中学等厂办中学。
1961年起，逐步调整教育事业发展规模。1961年3月，农村中学由43所调整为34所。1962年7月，市立师范停办，原址创办市宁海中学。1963年，南京大学附设工农速成中学停办，原址创办南京外国语学校，新建莫愁湖中学、三十八中，河西初中改名为浦口初中。截至1965年，南京有117所中学。

### 文化大革命时期
文化大革命开始后，各中学遭到严重破坏。22所民办中学和20所农业中学被撤销或合并。1968年，七中、九中及宁海中学分别迁至铁心桥、八卦洲、盘城，七中原址改为朝阳中学、九中原址改为二十五中、宁海中学原址改为向阳中学。1969年起一年内，十中高中教学地点四次搬迁。
1970年，在闹革命的同时盲目发展中学，新建下关中学、六一中学、瑞金路中学、四十六中、五十三中、四十七中、五十五中、五十中、四十八中，即39家厂办中学。截至1975年，南京有267所中学。

### 改革开放初期
1985年起，南京开展教育改革，调整中学布局，实行分级办学，将城区59所中学的管理权下放至区，乡镇中学的管理区下放到乡镇。1987年，高中由1978年的265所减少到129所。同时，改革中等教育结构，一批中学改为职业学校。1993年，探索多种办学模式，支持企事业单位办学及各类学校联合办学，支持开办私立南侨高级中学和民办育英外国语学校。

## 现状
截至2015年，南京共有中学223所，其中高中52所，初中171所。